# Malvinas (estación)
La estación Malvinas forma parte del sistema Autobuses Caleta Olivia. Su nombre debe al barrio homónimo. Además se encuentra cerca de la U. V. de dicho barrio. Fue inaugurada en 2012.

## Características
Se accede al plataforma mediante un cordón. La estación no incluye carteles informativos sobre el servicio y la combinaciones posibles. La parada está cubierta y cuenta con asientos de madera.

## Colectivos
Esta estación es operada exclusivamente por la línea A.